# Papegojblomssläktet

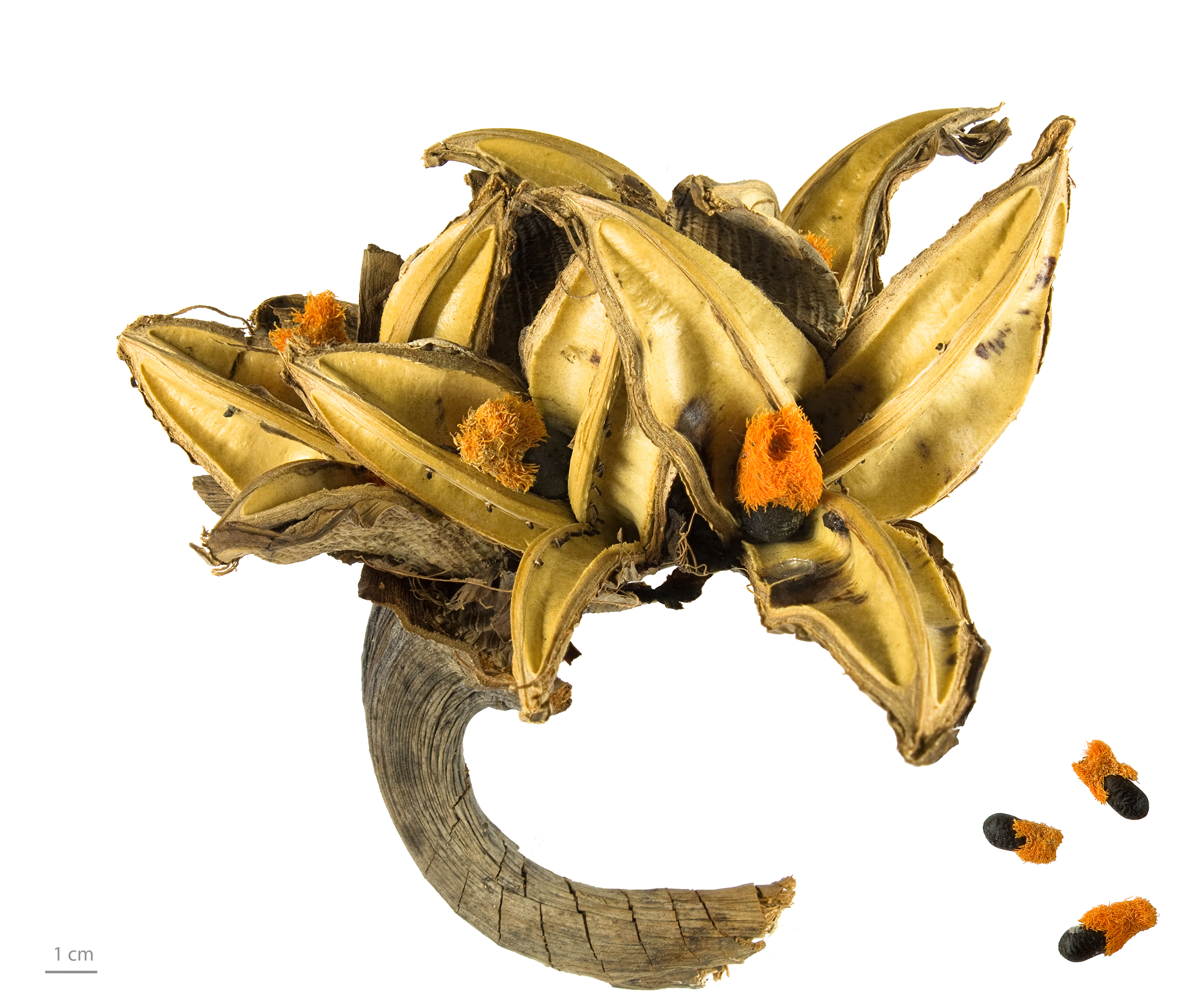
Strelitzia reginae

Papegojblomssläktet (Strelitzia) är ett växtsläkte i familjen papegojblomsväxter med fem arter från södra och sydöstra Afrika. Det är städsegröna fleråriga örter med blad som är ställda i två rader. De egendomliga, tvåkönade blommorna kommer ut färgstarka hölsterblad består av tre vita, gula eller orange foderblad och tre blå kronblad. Två av kronbladen är sammanvuxna till en nektarie.
En art, papegojblomma (S. reginae) odlas allmänt i botaniska trädgårdar och i de flesta tropiska trädgårdar. Den odlas också kommersiellt som snittblomma.
Arten liknar de två andra vitblommande arterna, bergpapegojblomma (S. caudata) och jättepapegojblomma (S. alba), men dessa har endast ett högblad per blomställning.

## Etymologi
Namnet Strelitzia hedrar Charlotte av Mecklenburg-Strelitz, hustru till kung George III och tillika drottning av England. 

### Webbkällor
- African Plants Database (version 3.4.0). Conservatoire et Jardin botaniques de la Ville de Genève and South African National Biodiversity Institute, Pretoria. Läst: 2013 Jan 21.
- Stevens, P.F. 2001. Angiosperm Phylogeny Website. Version 12, July 2012. Läst: 2013 Jan 21